# Fidel Córdova
Fidel Abraham Córdova Rojas (* 3. April 1989 in Viña del Mar) ist ein ehemaliger chilenischer Fußballspieler.

## Karriere
Der Abwehrspieler begann seine Karriere 2007 bei Everton in der Primera División. 2009 wechselte er zu San Luis in die Primera B und schaffte mit dem Klub den Aufstieg. Die Klasse konnte aber nicht gehalten werden und er kehrte 2011 zurück zu Everton. Dort gab er im April einen positiven Dopingtest ab und wurde für zwei Jahre gesperrt. 2013 spielte er für den Drittligisten Trasandino, bevor er zu San Antonio Unido in die Primera B wechselte. 2014 ging er zum Ligakonkurrenten Lota Schwager. Nach weiteren Vereinen in unterklassigen Ligen beendete Córdova 2021 bei Deportes Colina seine Profikarriere.

## Erfolge
Everton
- Primera División: 2008-A

Deportes Santa Cruz
- Segunda División: 2018